# Teratorhabditis boettgeri
Teratorhabditis boettgeri är en rundmaskart. Teratorhabditis boettgeri ingår i släktet Teratorhabditis och familjen Rhabditidae. Inga underarter finns listade i Catalogue of Life.